# Kathrine Harsem
Kathrine Rolsted Harsem (* 7. Februar 1989) ist eine norwegische Skilangläuferin.

## Werdegang
Kathrine Harsem nimmt seit 2006 an vom weltweiten Skiverband  FIS organisierten Skilanglaufwettbewerben teil. Seit 2010 nimmt sie vorwiegend am Scandinavian Cup teil, den sie 2014 und 2015 gewinnen konnte. Bei den U23-Weltmeisterschaften 2010 in Hinterzarten holte sie Silber im Sprint. Ihr erstes Weltcuprennen lief sie im März 2010 in Oslo, das sie auf den 52. Rang beendete. Bei den Rollerski-Weltmeisterschaften 2011 in Aure und in Kristiansund holte sie Silber im Sprint und Gold mit der Staffel. Im März 2012 gewann sie beim Rensfjellrennet über 58 km klassisch. Ihre ersten Weltcuppunkte holte sie im März 2013 in Drammen mit dem 17. Platz im Sprint. Im selben Monat siegte sie wie im Vorjahr beim Rensfjellrennet über 58 km klassisch. Ihre erste Top-Zehn-Platzierung bei einem Weltcupeinzelrennen erreichte sie im Februar 2014 in Toblach mit dem zehnten Rang im Sprint. Die Saison 2013/14 beendete sie auf den 47. Platz in der Weltcupgesamtwertung und den 22. Rang in der Sprintwertung. Bei den norwegischen Skilanglaufmeisterschaften 2014 in Molde und Gålå gewann sie Silber im Sprint und im Teamsprint. Im Januar 2015 holte sie in Otepää mit dem siebten Rang im Sprint ihr bisher bestes Resultat bei einem Weltcupeinzelrennen. Im März 2015 wurde sie norwegische Meisterin über 5 km. Zu Beginn der Saison 2015/16 belegte sie den 19. Platz bei cer Nordic Opening in Ruka. Dabei erreichte sie mit dem achten Rang bei der Sprintetappe ihr bestes Weltcupeinzelresultat der Saison. Im Januar 2016 kam sie beim Scandinavian Cup in Östersund auf den dritten Platz im 10-km-Massenstartrennen. Zum Saisonende erreichte sie den 29. Platz im Gesamtweltcup und den 18. Rang im Sprintweltcup. Bei den norwegischen Meisterschaften siegte sie zusammen mit Marthe Kristoffersen im Teamsprint und belegte mit der Staffel den zweiten Platz. Nach Platz 12 bei der Weltcup-Minitour in Lillehammer zu Beginn der Saison 2016/17, errang sie im Scandinavian Cup in Lillehammer den zweiten Platz im 15-km-Massenstartrennen. Die Tour de Ski 2016/17 beendete sie mit vier Top-Zehn-Platzierungen auf dem 18. Platz in der Gesamtwertung. Anfang Februar 2017 holte sie bei den norwegischen Meisterschaften in Lygna Bronze jeweils im Sprint und über 10 km klassisch und Gold mit der Staffel. Bei den Nordischen Skiweltmeisterschaften 2017 in Lahti belegte sie den 13. Platz im Sprint. Zum Saisonende kam sie beim Weltcup-Finale in Québec auf den 15. Platz und erreichte den 18. Platz im Distanzweltcup, den 13. Rang im Gesamtweltcup und den 12. Platz im Sprintweltcup. In der Saison 2017/18 errang sie den 11. Platz beim Ruka Triple und den 13. Platz beim Weltcupfinale in Falun. Im Januar 2018 erreichte sie in Planica mit dem zweiten Platz im Sprint ihre erste Podestplatzierung im Weltcup. Beim Saisonhöhepunkt, den Olympischen Winterspielen 2018 in Pyeongchang, lief sie auf den 18. Platz im Sprint. Die Saison beendete sie auf dem 16. Platz im Distanzweltcup, auf dem 14. Rang im Gesamtweltcup und auf dem neunten Platz im Sprintweltcup. In den folgenden Jahren nahm sie meist an FIS-Rennen teil. Im April 2022 wurde sie norwegische Meisterin im Teamsprint.

## Erfolge

### Siege bei Continental-Cup-Rennen
| Nr. | Datum             | Ort      | Disziplin                  | Serie            |
| --- | ----------------- | -------- | -------------------------- | ---------------- |
| 1.  | 23. Februar 2013  | Inari    | Sprint Freistil            | Scandinavian Cup |
| 2.  | 13. Dezember 2013 | Vuokatti | Sprint klassisch           | Scandinavian Cup |
| 3.  | 14. Dezember 2013 | Vuokatti | 10 km klassisch            | Scandinavian Cup |
| 4.  | 23. Februar 2014  | Otepää   | 10 km klassisch Mst.       | Scandinavian Cup |
| 5.  | 21. Februar 2015  | Madona   | 10 km klassisch            | Scandinavian Cup |
| 6.  | 22. Februar 2015  | Madona   | 20 km Freistil Massenstart | Scandinavian Cup |
| 7.  | 24. Februar 2015  | Jõulumäe | Sprint klassisch           | Scandinavian Cup |

### Siege im Rollerski-Weltcup

#### Siege im Einzel
| Nr. | Datum             | Ort            | Disziplin                      |
| --- | ----------------- | -------------- | ------------------------------ |
| 1.  | 2. September 2011 | Markkleeberg   | 4 km Freistil                  |
| 2.  | 6. Juli 2012      | Markkleeberg   | 4 km Freistil                  |
| 3.  | 8. Juli 2012      | Markkleeberg   | 12 km Freistil Verfolgung      |
| 4.  | 29. Juni 2013     | Valle Brembana | 18 km Freistil                 |
| 5.  | 30. Juni 2013     | Valle Brembana | 6,8 km klassisch Mst. Berglauf |

#### Siege im Team
| Nr. | Datum           | Ort  | Disziplin          |
| --- | --------------- | ---- | ------------------ |
| 1.  | 12. August 2011 | Aure | Staffel Freistil 1 |

## Platzierungen im Weltcup

### Weltcup-Statistik
Die Tabelle zeigt die erreichten Platzierungen im Einzelnen.
- 1.–3. Platz: Anzahl der Podiumsplatzierungen
- Top 10: Anzahl der Platzierungen unter den ersten zehn
- Punkteränge: Anzahl der Platzierungen innerhalb der Punkteränge
- Starts: Anzahl gelaufener Rennen in der jeweiligen Disziplin
- Hinweis: Bei den Distanzrennen erfolgt die Einordnung gemäß FIS.

| Platzierung               | Distanzrennen a | Distanzrennen a | Distanzrennen a | Distanzrennen a | Distanzrennen a | Skiathlon Verfolgung | Sprint | Etappen- rennen b | Gesamt | Team   | Team    |
| Platzierung               | ≤ 5 km          | ≤ 10 km         | ≤ 15 km         | ≤ 30 km         | > 30 km         | Skiathlon Verfolgung | Sprint | Etappen- rennen b | Gesamt | Sprint | Staffel |
| ------------------------- | --------------- | --------------- | --------------- | --------------- | --------------- | -------------------- | ------ | ----------------- | ------ | ------ | ------- |
| 1. Platz                  |                 |                 |                 |                 |                 |                      |        |                   |        |        |         |
| 2. Platz                  |                 |                 |                 |                 |                 |                      | 1      |                   | 1      |        |         |
| 3. Platz                  |                 |                 |                 |                 |                 |                      |        |                   |        |        |         |
| Top 10                    | 2               | 2               |                 |                 |                 | 1                    | 12     |                   | 17     | 3      | 1       |
| Punkteränge               | 5               | 14              |                 | 3               |                 | 14                   | 36     | 6                 | 78     | 4      | 2       |
| Starts                    | 6               | 20              | 1               | 7               |                 | 18                   | 44     | 9                 | 105    | 4      | 2       |
| Stand: Saisonende 2021/22 |                 |                 |                 |                 |                 |                      |        |                   |        |        |         |

### Weltcup-Gesamtplatzierungen
| Saison  | Gesamt | Gesamt | Distanz | Distanz | Sprint | Sprint |
| Saison  | Punkte | Platz  | Punkte  | Platz   | Punkte | Platz  |
| ------- | ------ | ------ | ------- | ------- | ------ | ------ |
| 2012/13 | 14     | 95.    | -       | -       | 14     | 59.    |
| 2013/14 | 124    | 47.    | 28      | 58.     | 96     | 22.    |
| 2014/15 | 140    | 47.    | 16      | 68.     | 124    | 18.    |
| 2015/16 | 243    | 29.    | 79      | 31.     | 140    | 18.    |
| 2016/17 | 529    | 13.    | 226     | 18.     | 175    | 12.    |
| 2017/18 | 481    | 14.    | 185     | 16.     | 208    | 9.     |
| 2018/19 | 13     | 92.    | -       | -       | 13     | 59.    |
| 2019/20 | 35     | 70.    | 13      | 63.     | 22     | 52.    |
| 2020/21 | 1      | 125.   | 1       | 93.     | -      | -      |
| 2021/22 | 16     | 84.    | -       | -       | 16     | 54.    |